# グンディ科
グンディ科（グンディか、Ctenodactylidae）は、齧歯目に含まれる科。本科のみでCtenodactylomorphi下目を構成する。

## 分布
アルジェリア、エチオピア、ケニア北部、ソマリア、チャド、チュニジア、ニジェール、マリ共和国、モーリタニア、モロッコ南東部、リビア

## 形態
最大種はアトラスグンディで体長21センチメートル、尾長2.4 - 2.6センチメートル、体重280 - 300グラム。最小種はセネガルグンディで体長17 - 18センチメートル、尾長2.8 - 3.2センチメートル、体重178 - 195グラム。尾は短く、グンディ属は房状だが他属では扇状。
門歯前面にはエナメル質がない。耳介は扁平で動かすことができないが、どの方向からの音も察知しつつ岩の隙間に入りやすくなると考えられている。肋骨を平たくして狭い隙間にも入り込むことができる。四肢は短い。後肢の第1・第2趾には剛毛が並び、これを使い体毛を整える。指趾には鋭い爪が生え、岩場での活動に適している。

## 分類
分類・英名はMSW、和名は（今泉, 1986）に従う
- グンディ属　Ctenodactylus
  - Ctenodactylus gundi アトラスグンディ Common gundi
  - Ctenodactylus vali サバクグンディ Val's gundi
- セネガルグンディ属　Felovia
  - Felovia vae セネガルグンディ Felou gundi
- ケナガグンディ属　Massoutiera
  - Massoutiera mzabi ケナガグンディ Mzab gundi
- フサオグンディ属　Pectinator
  - Pectinator spekei フサオグンディ Speke's pectinator

## 生態
砂漠にある岩場に生息する。薄明時に日光浴を行い体温を上げ、採食後にも日光浴を行い消化を促進する。日中は岩の隙間などで休む。食物が少ない時は長距離を移動することもあり、その際は採食と日陰への避難を繰り返す。階級を形成する社会性があり、口づけのような仕草や、何頭かが折り重なるように身体を密着させることでコミュニケーションを取る。
食性は植物食で、植物の茎、葉、花、果実、種子などを食べる。水分は食物から摂取し、水分が不足すると薄明時に食物と一緒に朝露を摂取したり一時しのぎに尿を濃縮する。

## 人間との関係

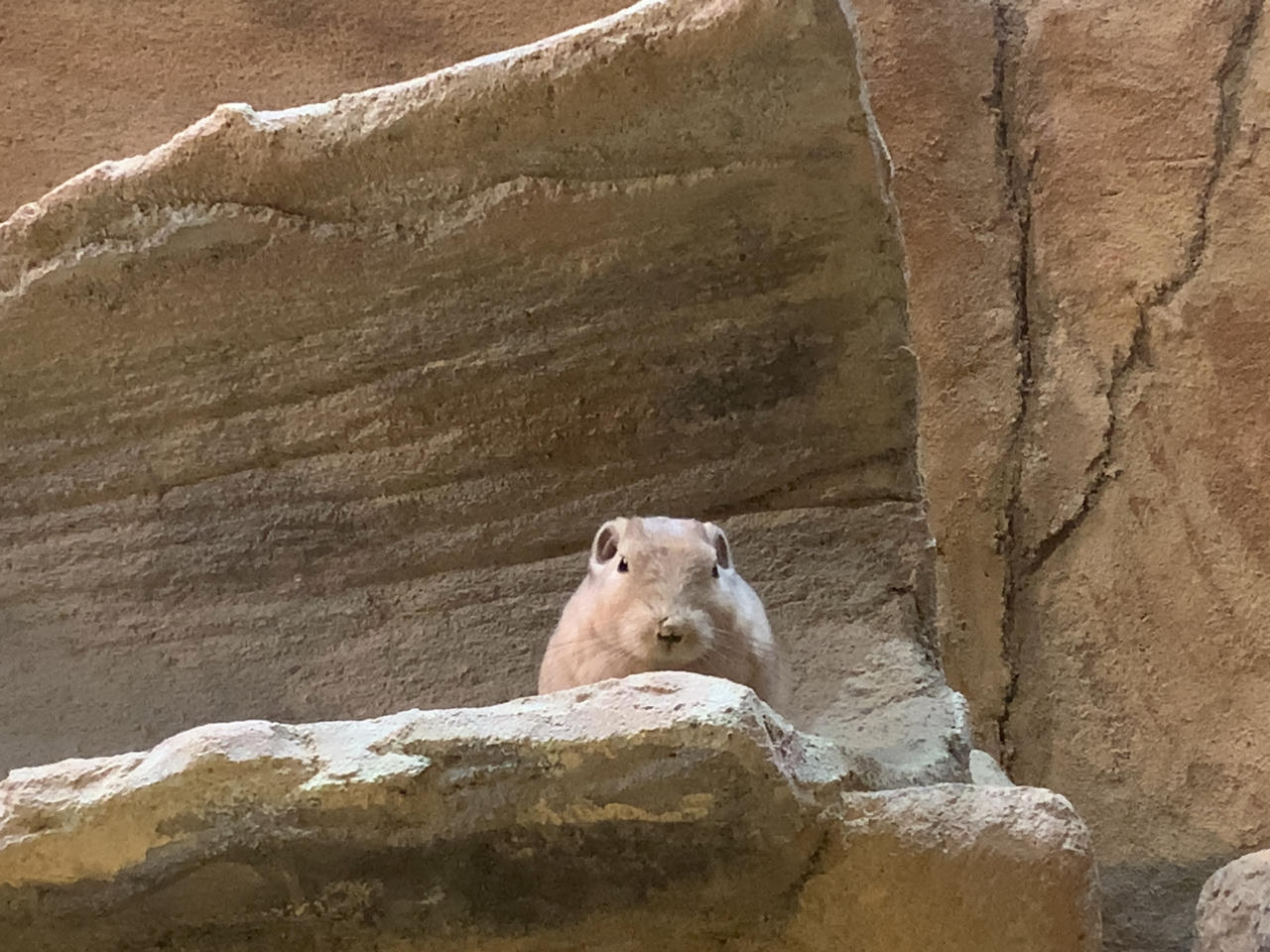
2020年9月、埼玉県こども動物自然公園のアトラスグンディ

寄生虫トキソプラズマの種小名gondiiは、1908年にアトラスグンディの脾臓から原虫が分離されたことに由来する。
グンディはアフリカ大陸北部での呼称に由来。アラビア語でجندي（ジュンディー、エジプト首都地域発音はグンディー）は「兵士（soldier）、兵、兵卒」の意味で、それをGundiと表記したものが由来。ベルベル語で「ネズミ」を意味するgerdi, gerdaが由来だという説もある。جنديを「警護人」と意訳し、岩の上で周囲を警戒する姿に由来すると紹介されている例もある。
北アフリカでは食料として狩りの対象とされていた。

## 飼育
動物園では、岩場や砂地を再現した環境で飼育される。ヨーロッパ以外での飼育展示は、ドイツのデュッセルドルフ水族動物園からアトラスグンディの提供を受けた埼玉県こども動物自然公園が初めてとなる。2020年8月には双子が繁殖した。2019年9月に新設の「ecoハウチュー」と名付けられたネズミ類が展示されている展示館で見ることができる。
その後、同園から一部個体が移った神戸どうぶつ王国（神戸市中央区）の2施設で飼育されていたが、2024年末には埼玉県こども動物自然公園でバックヤード飼育されていた一群が足立区生物園にも移動し、2025年1月から公開された。